# Kadett C.D.
För andra betydelser, se Kadett (olika betydelser).
Kadett C.D., född 8 maj 2007 i Bro i Stockholms län, är en svensk varmblodig travhäst. Han tränas och körs av Robert Bergh.
Kadett C.D. började tävla hösten 2009 och inledde karriären med två raka segrar. Han har till april 2019 sprungit in 8,7 miljoner kronor på 112 starter varav 26 segrar, 19 andraplatser och 9 tredjeplatser. Han har tagit karriärens hittills största segrar i Norrlands Grand Prix (2011), Grand Prix l'UET (2011), Breeders' Crown (2011) och Gulddivisionens final (april 2017). Han har även kommit på andraplats i Critérium Continental (2011), Konung Gustaf V:s Pokal (2011) och Berth Johanssons Memorial (2012) samt på tredjeplats i Grand Prix du Sud-Ouest (2014). Han utsågs till "Årets 4-åring" 2011.
Han deltog i Prix d'Amérique på Vincennesbanan i Paris den 25 januari 2015. Han slutade oplacerad efter diskvalifikation på grund av galopp under loppets gång.
När han segrade i Gulddivisionens final på Solvalla den 1 april 2017 blev han den första att besegra Nuncio i ett travlopp sedan oktober 2015. Nuncio hade inför loppet 15 raka segrar.
Han gjorde karriärens 100:e start den 6 januari 2018 i ett Gulddivisionslopp på den gamla hemmabanan Bergsåkers travbana. Han slutade oplacerad.